# ستيفن روجرز (كاتب)
ستيفن روجرز (بالإنجليزية: Steven Rogers)‏ هو كاتب سيناريو أمريكي، ولد في 1965.

## وصلات خارجية
- ستيفن روجرز على موقع IMDb (الإنجليزية)
- ستيفن روجرز على موقع ألو سيني (الفرنسية)
- ستيفن روجرز على موقع أول موفي (الإنجليزية)
- ستيفن روجرز على موقع قاعدة بيانات الأفلام السويدية (السويدية)
- ستيفن روجرز على موقع قاعدة بيانات الفيلم (الإنجليزية)
- ستيفن روجرز على موقع كينوبويسك (الروسية)